# Karomama Meritmut
Đối với những người có cùng tên gọi, xem Karomama.
Karomama Meritmut, được đánh thứ tự là Karomama G, là một nữ tư tế thuộc Vương triều thứ 23 trong lịch sử Ai Cập cổ đại, và được nghĩ là một công chúa thuộc Vương triều thứ 22.

## Thân thế
Karomama (G) Meritmut còn có tên ngai (prenomen) là Sitamun Mutemhat. Bà nhận phong danh hiệu "Hôn phối của thần Amun", là một nữ tư tế nổi bật chỉ sau Maatkare Mutemhat. Tên của nữ tư tế Karomama G thường xuất hiện cùng với pharaon Harsiese A (Vương triều thứ 23) trên các công trình, cho thấy bà đã phục vụ dưới thời cai trị của vị vua này, và được cho đóng khung cartouche.
Mặc dù không mang danh hiệu "Con gái của Pharaon", nhưng danh hiệu "Hôn phối của thần Amun" chỉ được trao cho các công chúa, nên Karomama Meritmut chắc chắn phải xuất thân trong một gia đình vương tộc. Có lẽ, Karomama G là cùng một người với Karomama C, con gái của pharaon Osorkon II với vương hậu Karomama I.
Hầm mộ của bà được phát hiện tại khu vực Ramesseum ở Thebes vào cuối năm 2014. Bên trong hầm mộ, người ta tìm thấy những phần còn lại của 20 tượng shabti có khắc tên của Karomama và danh hiệu "Hôn phối của thần Amun".

## Hiện vật
Trước khi tìm thấy ngôi mộ, các nhà khảo cổ cũng đã tìm thấy nhiều tượng shabti và bình canopic có khắc khung cartouche của Karomama G tại Kurna. Ngoài ra, hai phiến đá có khắc phù điêu của Karomama đang thực hiện nghi lễ tế thần cũng được tìm thấy. Những hiện vật kể trên đều được lưu giữ tại Bảo tàng Ai Cập ở Berlin, Đức.
Được biết đến nhiều nhất có lẽ là bức tượng bằng đồng của Karomama, hiện được lưu giữ tại Bảo tàng Louvre (số hiệu N 500), là tác phẩm của Người canh giữ kho bạc Ahentefnakht. Bức tượng này còn được nạm vàng và bạc lên đó. Ahentefnakht cũng đã tạc một bức tượng thần Maat để tặng cho bà.

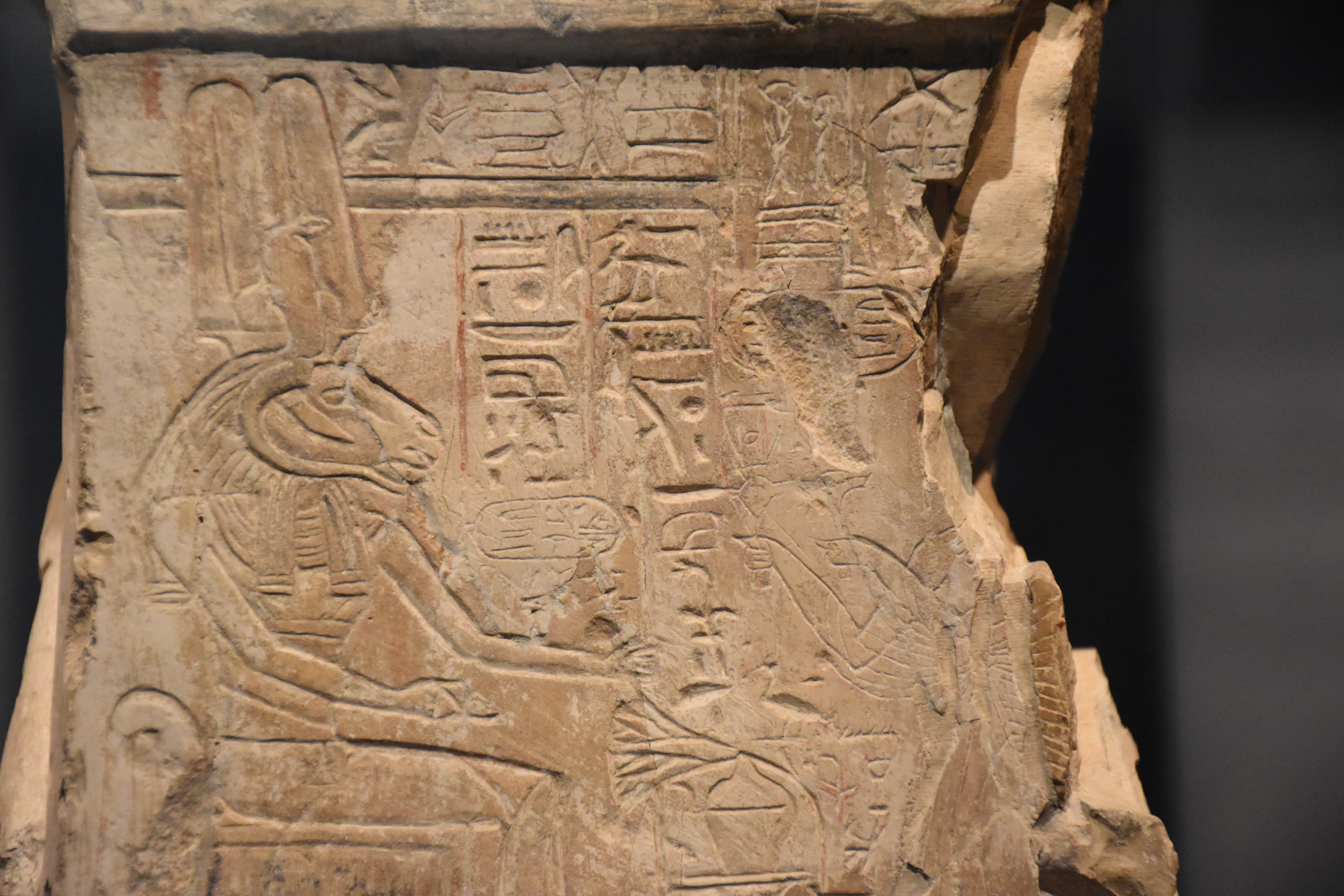
Karomama Meritmut dâng lễ thần Amun (Berlin, Đức).
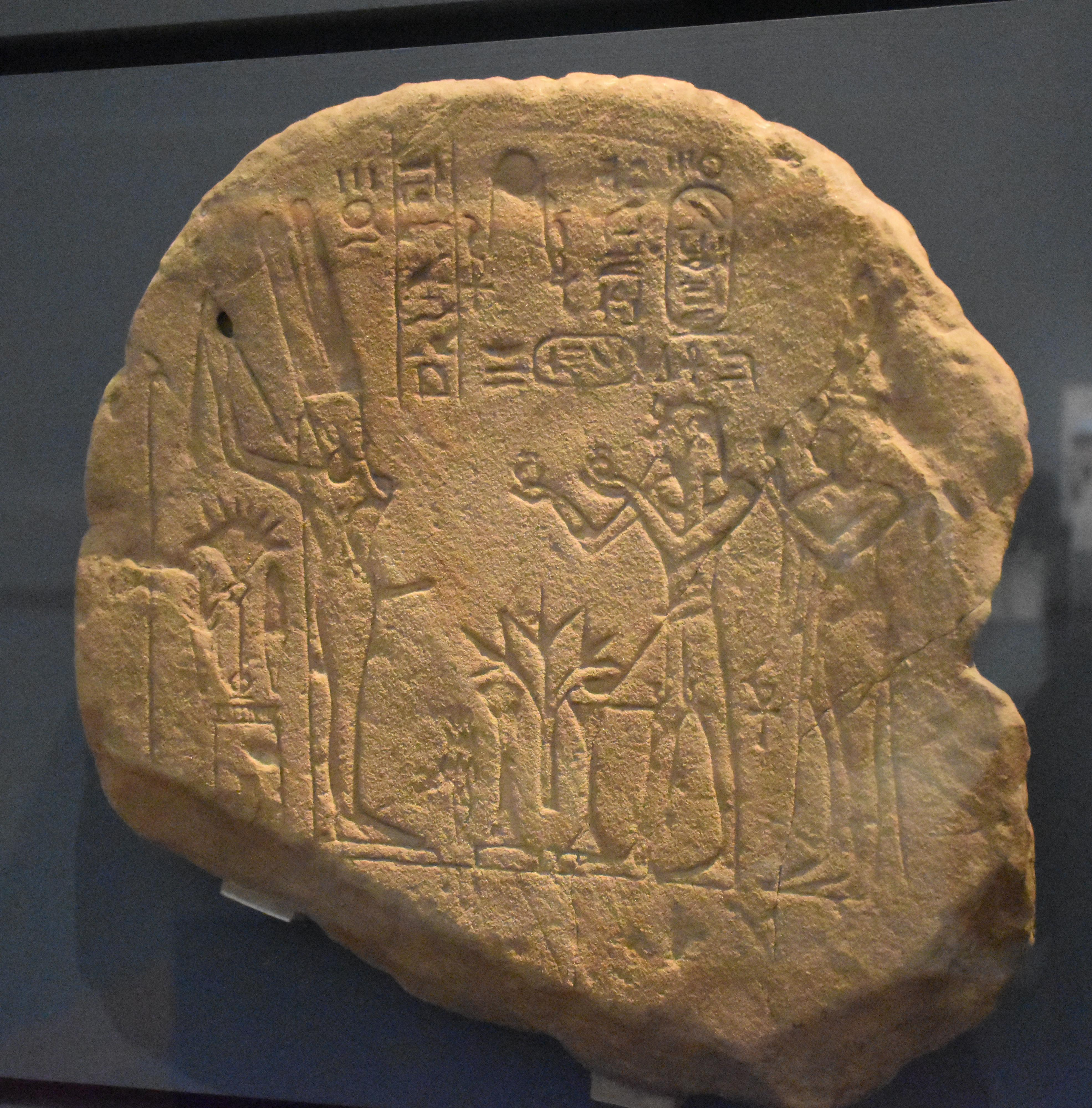
Harsiese A và Karomama dâng lễ thần Min (Berlin, Đức).
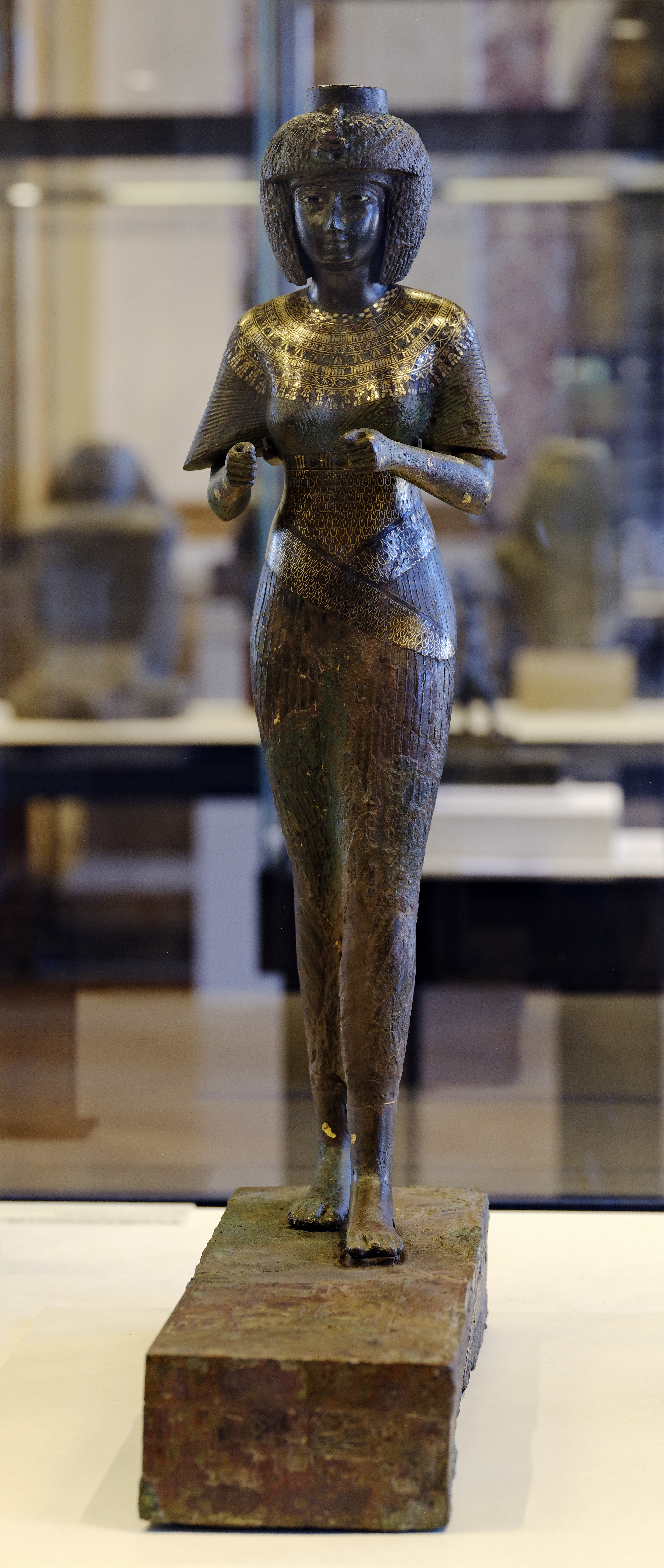
Tượng bằng hợp kim của Karomama Meritmut (Bảo tàng Louvre).